# 卡尔文 (路易斯安那州)
卡尔文（英語：Calvin），是美国路易斯安那州下属的一座村镇。根据2010年美国人口普查，该市有人口238人。建置上，属于“village”。